# Vida László
Vida László (Törtel, 1770. május 16. – Törtel, 1831. december 6.) mecénás, színműíró, Pest megyei táblabíró.

## Tevékenysége
Bőkezűen támogatta a 18. század végén induló hivatásos magyar színjátszást. Az első magyar színtársulatnak két színjátékot írt. Később, a pesti magyar színtársulat 1809. február 1-jétől két és fél éven át az ő irányításával és anyagi segítségével működött, ekkor a Hacker-féle szálló nagytermét színházzá alakíttatta. E társulat számára újabb négy színjátékot írt. 1811. augusztus 15-én lemondott állásáról, a saját költségén szerzett színikészletet a társaságnak ajándékozta és színésznő feleségével visszavonult törteli birtokára. Később is szívesen pártolta az állandó pénzhiánnyal küzdő magyar komédiásokat.
Az írók és hazafiak megbecsülték: Szemere Pál 1810-ben irodalomtörténeti emlékű verses levelet írt tiszteletére.

## Színművei

### Megjelent
- Az első hajós – Énekesjáték. Gessner után szabadon. Pacha Gáspár muzsikájával. Pest, 1809.

### Kéziratban
- Lauzus és Lidia – Vitézi színjáték. (Első előadása: 1794.)
- Berénd vagy a hitetlenség maga magát megbosszulja – Vitézi szomorújáték. (Első előadása: 1794.)
- Erőszak és szerelem áldozatja vagy leánykák vigyázva szeressetek, hogy meg ne bánjátok – Szomorújáték. (Első előadása: 1808.)
- A haza szeretete vagy a nagy Hunyadi Nándorfejérvárban – Érzékenyjáték. (Első előadása: 1809.)
- Perseus és Andromeda – Énekesjáték. (Első előadása: 1810.)